# Kaho Naa… Pyaar Hai
Pour plus de détails, voir Fiche technique et Distribution.
Kaho Naa... Pyaar Hai ( कहो ना प्यार है, littéralement « dis-moi que tu m'aimes ») est un film à grand succès de Bollywood, réalisé par Rakesh Roshan et sorti en 2000.
Il relate l'histoire de deux étrangers qui se ressemblent incroyablement. L'un d'eux (Rohit) meurt après avoir découvert une affaire de corruption policière en Inde et l'autre (Raj) vit en Nouvelle-Zélande ; après sa rencontre avec Sonia, il tentera de l'aider à trouver qui a tué Rohit.
Les vedettes du film sont Hrithik Roshan dans un double rôle (Rohit/Raj), Amisha Patel et Anupam Kher. Ce film était le premier de Hrithik Roshan et celui qui l'a propulsé au rang de superstar à Bollywood. Le film a aussi lancé la carrière de l'actrice Amisha Patel et du chanteur Lucky Ali. Ce film est l'un des favoris des fans de Bollywood. Il contient de nombreuses belles chansons et danses comme Ek Pal Ka Jeena ; la voix puissante de Lucky Ali a contribué au succès du film.
Kaho Naa... Pyaar Hai était censé être le premier film de Kareena Kapoor mais elle a finalement été écartée de la distribution au profit d'Amisha Patel. L'actrice qui joue le rôle de la mère de Raj est la véritable mère d'Amisha Patel ; son nom est Asha Patel.

## Synopsis
Rohit (Hrithik Roshan) aspire au métier de chanteur. Il rencontre Sonia Saxena (Amisha Patel). Ils partent en croisière ensemble et par malchance se perdent sur une île déserte. Ils tombent amoureux mais le père de Sonia (Anupam Kher) est opposé à cette relation. Rohit est tué par deux policiers corrompus. Sonia sombre dans la dépression ; son père décide de l'envoyer en Nouvelle-Zélande chez ses cousins. 
À son arrivée, elle voit quelqu'un qui ressemble à Rohit, mais il s'appelle Raj (toujours Hrithik Roshan). Sonia et Raj se rencontrent en discothèque. Raj tombe amoureux d'elle mais elle ne l'aime pas, car Raj lui rappelle son premier amour et c'est pour elle une torture de voir son visage quand elle sait que son véritable amour n'est plus là et qu'il ne reviendra jamais. 
Elle retourne en Inde accompagnée de Raj mais à peine arrivés à l'aéroport, Raj se fait tirer dessus. Très vite, Sonia et Raj se demandent si la mort de Rohit était un accident ou un meurtre. Ils concluent que Rohit a été victime d'un meurtre. Alors, Raj et les amis de Sonia mettent au point un plan pour trouver les meurtriers. Le plan échoue et les meurtriers kidnappent Sonia. Raj vient à son secours et la sauve. Ils trouvent les meurtriers de Rohit et découvrent que l'un des complices est le père de Sonia. Finalement, tout se termine bien : les méchants sont mis en prison, Sonia tombe enfin amoureuse de Raj et ils se marient. L'âme de Rohit repose enfin en paix, mais reste toujours dans les pensées de Sonia.

## Fiche technique
- Titre : Kaho Naa... Pyaar Hai
- Titre original : कहो ना प्यार है
- Réalisation : Rakesh Roshan
- Scénario : Rakesh Roshan, Sagar Sarhadi, Honey Irani et Ravi Kapoor
- Musique : Rajesh Roshan
- Photographie : Kabir Lal
- Montage : Sanjay Verma
- Production : Rakesh Roshan
- Société de production : Film Kraft
- Pays :  Inde
- Genre : Action, film musical, romance et thriller
- Durée : 172 minutes
- Dates de sortie : 
  -  Inde : 14 janvier 2000

## Distribution
- Hrithik Roshan : Rohit / Raj Chopra
- Amisha Patel : Sonia Saxena
- Anupam Kher : M. Saxena / Sirjee
- Mohnish Behl : l'inspecteur Kadam
- Ashish Vidhyarthi : l'inspecteur Shinde
- Satish Shah : le propriétaire de Rohit
- Farida Jalal : Lily, la propriétaire de Rohit

## Récompenses
Le film fut nommé pour dix récompenses aux Filmfare Awards 2000. Il en remporte neuf :
 Gagné :
- Best Actor (Filmfare award du meilleur acteur) - Hrithik Roshan
- Best Debut (Filmfare award de la révélation de l'année)- Hrithik Roshan
- Best Movie (Filmfare award du meilleur film) - Rakesh Roshan
- Best Director (Filmfare award du meilleur réalisateur) - Rakesh Roshan
- Best Choreography (Filmfare award de la meilleure chorégraphie) - Farah Khan for "Ek Pal Ka Jeena"
- Best Editing (Filmfare award de la meilleure publication) - Sanjay Verma
- Best Music Director (Filmfare award du meilleur producteur de musique) - Rajesh Roshan
- Best Male Playback (Filmfare award du meilleur chanteur de playback) - Lucky Ali for "Na Tum Jaano"
- Best Screenplay (Filmfare award du meilleur scénario) - Ravi Kapoor and Honey Irani

 Nomination 
- Best Lyricist (Filmfare award du meilleur parolier) - Ibrahim Ashq for "Na Tum Jaano"